# Medetera dorycondylus
Medetera dorycondylus är en tvåvingeart som beskrevs av Daniel J. Bickel 1985. Medetera dorycondylus ingår i släktet Medetera och familjen styltflugor.
Artens utbredningsområde är Kalifornien. Inga underarter finns listade i Catalogue of Life.